# Spöket får en chock
Spöket får en chock är den tionde boken i den fristående Arvo, killen från framtiden-serien. Boken är skriven av Thea Oljelund 1979. Den utgavs av B. Wahlströms bokförlag. Omslaget ritades av Rolf Emne.